# (52297) 1991 CH2
1991 سي إتش 2 (ويعرف أيضًا باسم (52297) 1991 سي إتش 2 وفق تسمية الكوكب الصغير) (بالإنجليزية: 1991 CH2)‏ هو كويكب ضمن حزام الكويكبات؛ وترتيبه 52297 من حيث الاكتشاف.
اكتُشف هذا الجُرم الفلكي بواسطة روبرت إتش ماكنوت في 12 فبراير 1991.

## وصلات خارجية
- (52297) 1991 CH2 في قاعدة بيانات مختبر الدفع النفاث لأجرام النظام الشمسي الصغيرة

- الاكتشاف · مخطط المدار ·  العناصر المدارية · المعلمات المادية

- (52297) 1991 CH2 على موقع ويكي سكاي: DSS2, SDSS, GALEX, IRAS, Hydrogen α, X-Ray, Astrophoto, Sky Map, Articles and images